# أميريكو كاسترو
أميريكو كاسترو كيسادا (بالإسبانية: Américo Castro) فقيه لغوي ومؤرخ ثقافي إسباني، وُلد في كانتاجالو في ولاية ريو دي جانيرو في البرازيل في 4 مايو عام 1885. انتمى كاسترو إلى جيل عام 1914. وتُوفي في يوريت دي مار في إسبانيا في 25 يوليو عام 1972.

## وصلات خارجية
- أميريكو كاسترو على موقع الموسوعة البريطانية (الإنجليزية)